# Wamsutta
Wamsutta (* vermutlich 1634; † 1662), auch als Alexander Pokanoket bekannt, war ein Sachem der Wampanoag-Indianer, auch Pokanoket genannt, deren Stammesgebiet einst große Teile der US-Bundesstaaten Rhode Island und Massachusetts sowie die Inseln Martha’s Vineyard, Nantucket und Elizabeth Islands umfasste.
Schon der Vater Massasoit übernahm englische Sitten und bat kurz vor seinem Tod 1661 die Gesetzgeber in Plymouth, den beiden Söhnen englische Namen zu geben. Der ältere Wamsutta bekam den Namen Alexander und sein jüngerer Bruder Metacomet wurde Philip genannt. Der ältere Sohn Alexander wurde nach dem Tod seines Vaters Obersachem der Wampanoag.
Durch Landverkäufe an die englischen Siedler konnte er den Einfluss seines Stammes erhöhen. Diese Verkäufe resultierten jedoch aus der Notwendigkeit, neue Geldquellen für seinen Stamm zu erschließen, da der Pelzhandel durch die kleiner gewordenen Jagdgebiete eingebrochen war. Hinzu kamen Verpflichtungen, Land an Weiße aufgrund von Verträgen seines Vaters verkaufen zu müssen.
Er heiratete 1653 Weetamoo, die weiblicher Sachem des Unterstamms der Pokanoket war. Es wird vermutet, dass Weetamoo und Wamsutta zusammen ein Kind hatten, obwohl Geburtsdatum und Name unbekannt sind. Während ihrer Ehe verbündete sich der Stamm mit den Engländern gegen die Narraganset.
Die englischen Kolonisten hielten Wamsutta jedoch für nicht vertrauenswürdig. Sie verdächtigten ihn, gemeinsam mit den Narraganset einen Angriff zu planen und luden ihn 1662 zu Gesprächen nach Plymouth ein. Dort wurde er nach dem Verzehr eines Mahls ernsthaft krank und starb kurz darauf. Den Wampanoag wurde Fieber als Todesursache angegeben. Aus Aufzeichnungen des Rates in Plymouth geht allerdings hervor, dass offenbar Gift die Todesursache war. Im folgenden Jahr folgte Metacomet seinem ermordeten Bruder als Obersachem der Wampanoag und wurde später bei den Engländern King Philip genannt.
Wamsutta ist Namensgeber mehrerer Orte und Firmen in den USA. Ein Kriegsschiff der Nordstaaten trug im Amerikanischen Bürgerkrieg den Namen USS Wamsutta.